# Uchanka
Uchanka – rzeka, prawy dopływ Bzury o długości 25,5 km. Płynie na Nizinie Środkowomazowieckiej. Jej źródła znajdują się we wsi Wola Drzewiecka, dalej biegnie przez wsie Święte Nowaki, Słomków, Jacochów, Seligów, Uchań Dolny. Do Uchanki za pośrednictwem kanału Laktoza są odprowadzane oczyszczone ścieki z oczyszczalni w Łyszkowicach. Jest połączona ze strugą Zielkówka kanałem ulgowym rzeki Uchanki. Dalej płynie wzdłuż zachodniej granicy miasta Łowicza i wpada do Bzury w pobliżu ruin zamku.